# Cratere Abedin
Abedin è un cratere sulla superficie di Mercurio.
Il cratere è dedicato al pittore bengalese Zainul Abedin.